# Vápenný
Vápenný (německy Kalkberg) je hora (790 m n. m.) v Ještědsko-kozákovském hřbetu, asi dva kilometry km východně od vsi Jítrava v okrese Liberec, na hranici katastrálních území Jítrava (obec Rynoltice) a Bílý Kostel nad Nisou, nižší část jižního svahu patří k obci Zdislava. Hřeben západně od vrcholu směrem k Jítravskému vrchu je chráněn jako přírodní rezervace Velký Vápenný ev. č. 557. Chráněné území spravuje Krajský úřad Libereckého kraje.

## Název
Hora se v minulosti nazývala Vápenný vrch. Používání tohoto názvu je doloženo ještě na státní mapě z roku 1964. Vrch se také nazýval Velký Vápenný – název se používal na vojenských topografických mapách ještě v roce 2006, přičemž se ale v roce 1956 na vojenské topografické mapě použil název Vápenný.

## Popis hory
Je to rozsáhlý strukturně denudační dílčí hřbet směru SZ–JV, v místech maximálního tektonického vyklenutí jihozápadního hrásťového hřbetu geomorfologického okrsku. Hora s relativní výškou příkrých svahů přes 250 m je budována devonskými až spodnokarbonskými fylitickými břidlicemi, drobami, zelenými břidlicemi a metadiabasy, s vložkou krystalického vápence, na svazích jsou izolované skalky a deskovité sutě. Hora je převážně zalesněna listnatými porosty, částečně smrčinami, jsou zde zachovalé komplexy bučin a suťových lesů s javorem (Acer), jasanem (Fraxinus), jilmem (Ulmus), místy je dub letní (Quercus robur). Při západním úpatí jsou louky a pole. Ve vápencové vložce na západním svahu je opuštěný kamenolom s vchodem do Západní jeskyně (nálezy vymřelých lilijic). Jsou zde četné pevnůstky prvorepublikového opevnění.

## Přírodní rezervace
Rezervace zahrnuje hřeben mezi vrcholy Vápenného a Jítravského vrchu; pás dlouhý asi 1,2 km o šířce zhruba jedno až dvě sta metrů začíná asi 250 metrů západně od vrcholu Vápenného na severní straně hřebene a končí asi 150 metrů jižně od vrcholu Jítravského vrchu na jihozápadní straně hřebene. Přírodní rezervace má celkovou rozlohu 24,5 ha a nachází se na katastrálním území obcí Bílý Kostel nad Nisou a Jítrava.
Důvodem vyhlášení rezervace je ochrana přirozených společenstev bučin, zejména suťové bukové javořiny, květnatých bučin na vápenci a bikových bučin s výskytem chráněných a ohrožených druhů rostlin, ochrana krasových fenoménů devonské vápencové čočky (podzemních prostor, závrtů, ponorného toku a vyvěračky), ochrana zimoviště ohrožených druhů netopýrů (Microchiroptera) a vrápenců (Chiroptera) v Západní jeskyni a ochrana prostoru lomu (bezlesí č. 22 v porostu 124B) jako význačné paleontologické lokality pro období středního devonu.

## Vodstvo
Na západních svazích Vápenného, při jižním okraji přírodní rezervace, pramení Panenský potok, který svůj tok končí v Mimoni, kde se vlévá do Ploučnice.

## Přístup
Přes Vápenný a podél i napříč rezervací vede červeně značená hřebenová turistická trasa od Jítravy, která pokračuje směrem na Ještěd. V sedle mezi Vápenným a Jítravským vrchem ji napříč středem rezervace křižuje žlutě značená trasa od hradní zříceniny Roimund, která pokračuje jako zkratka červené hřebenovky téměř po vrstevnici jihozápadním úbočím Vápenného.